# Вікторія Пратт
Вікторія Енслі Пратт (англ. Victoria Ainsle Pratt, нар. 18 грудня 1970; Чесли, Онтаріо) — канадська актриса і фітнес-модель. Її ролі на телебаченні включають телесеріали Ксена: принцеса-воїн, Клеопатра 2525, Мутанти X і Новий день. Знімалася у фільмах: Будинок мертвих 2, Що таке кохання.

## Біографія

### Ранні роки
Відвідувала середню школу в Чесли, Онтаріо. Закінчила з відзнакою в галузі кінезіології Університеті Йорка в Торонто. Їй запропонували стипендію в програмі фізіотерапії магістра в Університеті Торонто, але вона відхилила пропозицію. Є співавтором книги про бодібілдинг та фітнес з одним з її колишніх університетських професорів. Пратт була професійною фітнес-моделлю разом із Тріш Стратус і Торрі Вілсон.

### Кар'єра
Роберт Кеннеді, видавець MuscleMag, переконав її вивчати акторську майстерність, і вона почала відвідувати заняття акторської мережі в Торонто. Отримала перші помітні ролі в 1998 році, в тому числі науково-фантастичні ТБ-шоу Клеопатра 2525 і Мутанти X.
У 2006 році тримала провідну роль в новому серіалі Новий день детектива Андреа Беттл.

## Особисте життя
Пратт має синій пояс по карате Шотокан та є кікбоксером.
Робота примушує Вікторію ділити свій час між Торонто, Лос-Анджелесом та Новою Зеландією.

## Фільмографія

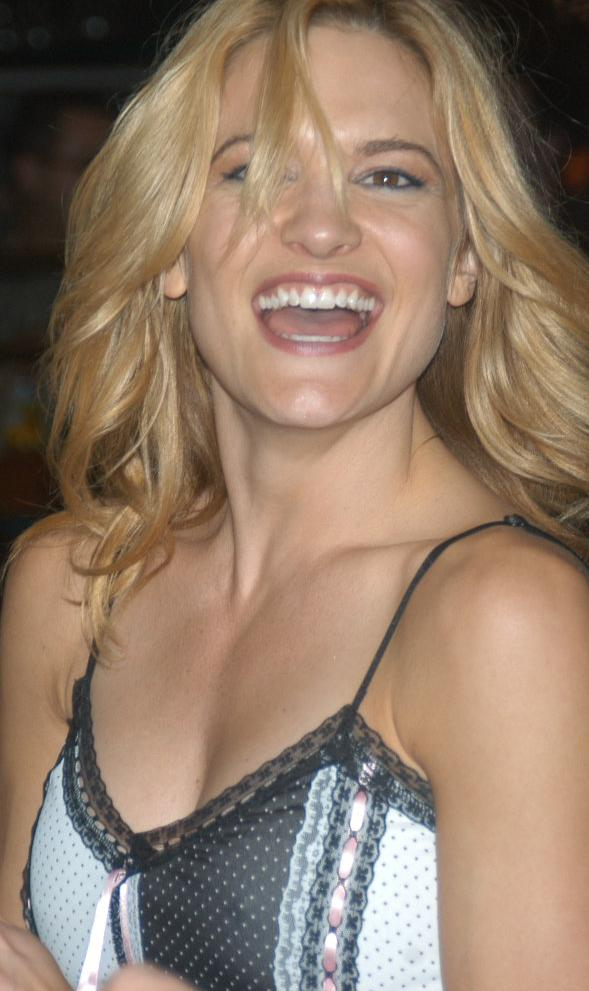
Вікторія Пратт. 2005 рік.

| Рік  | Назва                           | Роль                                    | Примітки      |
| ---- | ------------------------------- | --------------------------------------- | ------------- |
| 1998 | Чого б це не коштувало          | фітнес-інструктор (у титрах не вказана) |               |
| 1998 | Спадок                          | Дін                                     |               |
| 2002 | Ефект Меллорі                   | Дженніфер                               |               |
| 2005 | Тиша                            | Каллі                                   | Телефільм     |
| 2005 | Мейдей                          | Сіммс                                   | Телефільм     |
| 2005 | Дім мерців 2                    | Генсон                                  | Телефільм     |
| 2005 | Убивство у військовому містечку | Капрал Тара Джеффріс                    | Телефільм     |
| 2006 | Її фатальний недолік            | Лені Хеднессі                           | Телефільм     |
| 2006 | Комедійне пекло                 | Келлі                                   |               |
| 2006 | Кракен: Щупальця з безодні      | Ніколь                                  | Телефільм     |
| 2007 | Що таке кохання                 | Сара                                    |               |
| 2007 | Братство крові                  | Керрі Рігер                             |               |
| 2008 | Подорож до центру Землі         | Марта Деннісон                          | Телефільм     |
| 2007 | Маленька дитина Хуш             | Джеймі                                  | Телефільм     |
| 2010 | Монгольська пустеля смерті      | Алісія                                  | Телефільм     |
| 2011 | Ваше кохання ніколи не зникне   | Анна Марі                               | Відео         |
| 2012 | Soda Springs                    | Шеллі                                   |               |
| 2012 | Гейб — собака-купідон           | Марша                                   | Завершений    |
| 2012 | На виїзді                       |                                         | Пост-продакшн |
| 2012 | Різдво Твістера                 | Еддісон                                 | Пост-продакшн |
| 2012 | Дракано                         | Карла Сіммс                             | Пост-продакшн |
| 2012 | Помста няні                     | Брін Рендалл                            | Телефільм     |
| 2014 | Долина смерті                   | Джеймі Діллен                           | Пост-продакшн |
| 2014 | Веспуччі                        |                                         | Announced     |
| 2014 | Ля Мігра                        | Спеціальний агент Дантхорп              | Пост-продакшн |
| 2014 | Кошмар дочки                    | Дана                                    | Пост-продакшн |
| 2014 | Пацієнт-убивця                  | Вікторія Врайтмер                       | Пост-продакшн |
| 2015 | Ведмежа пастка                  | Мія                                     | Пост-продакшн |
| 2015 | Червень                         | Лілі Андерсон                           | Зйомки        |

| Рік       | Назва                          | Роль                     | Примітки         |
| --------- | ------------------------------ | ------------------------ | ---------------- |
| 1998      | Випадковий злодій              | Джекі Янчик              | 8 епізодів       |
| 1998      | Ксена — принцеса-воїн          | Саян                     |                  |
| 1999      | Загублений острів              | Вілкс                    |                  |
| 2000      | Перша хвиля                    | Клер Вілсон              | Епізод: «Завтра» |
| 2000      | Блектоп                        | Чарлі                    | Телефільм        |
| 2000–2001 | Клеопатра 2525                 | Роуз                     | 28 епізодів      |
| 2001–2004 | Мутанти X                      | Шалімар Фокс             | 66 епізодів      |
| 2006–2007 | Новий день                     | Андера Беттл             | 13 епізодів      |
| 2007      | Та, що розмовляє з примарами   | Професор Клаудіа Поліллі |                  |
| 2008      | Місячне світло                 | Ді Ді Двайт              |                  |
| 2008      | Життя                          | Діана Грехем             |                  |
| 2009      | CSI: Місце злочину             | Карла Бенкс              |                  |
| 2009      | Страх як він є                 | Роббі Коллінз            |                  |
| 2009      | Детектив Раш                   | Ванесса Кватермен        |                  |
| 2010      | Морська поліція: Спецпідрозділ | Тіффані                  |                  |
| 2011      | Теорія брехні                  | Лілі                     |                  |
| 2013      | Касл                           | Джейн Гаррісон           |                  |
| 2014      | Хартленд                       | Кейсі                    |                  |